# Exenterus rutiabdominalis
Exenterus rutiabdominalis là một loài tò vò trong họ Ichneumonidae.